# Вилађо Ђустино (Бреша)
Вилађо Ђустино је насеље у Италији у округу Бреша, региону Ломбардија.
Према процени из 2011. у насељу је живело 51 становника. Насеље се налази на надморској висини од 42 м.